# Lepomis miniatus
Lepomis miniatus is een straalvinnige vis uit de familie van zonnebaarzen (Centrarchidae) en behoort tot de orde van baarsachtigen (Perciformes). De volwassen vis is gemiddeld tussen de 10 en 14 cm lang, maar kan 16 cm lang worden.

## Leefomgeving en voedsel
Lepomis miniatus komt voor in een zoet- en brakwater. Het natuurlijke verspreidingsgebied is Noord-Amerika, van de oostkust van de Verenigde Staten tot en met de Golf van Mexico. Lepomis miniatus komt daar vooral voor in rivieren, beken en poelen. Lepomis miniatus kent een sterke populatie in het stroomgebied van de Mississippi en komt verder vaak voor in afvoersloten.
Lepomis miniatus foerageert op weekdieren, knutten (Ceratopogonidae), zuiderzeekrabbetjes (Rhithropanopeus harrisii) (een exoot uit Noord-Amerika) en sponsdieren. De jongen eten vooral zoöplankton.

## Relatie tot de mens
Lepomis miniatus is voor de beroepsvisserij van geen belang, er wordt wel op gehengeld.